# Sichelchamm
Sichelchamm är en bergstopp i Schweiz.   Den ligger i distriktet Wahlkreis Werdenberg och kantonen Sankt Gallen, i den östra delen av landet, 150 km öster om huvudstaden Bern. Toppen på Sichelchamm är 2 269 meter över havet, eller 256 meter över den omgivande terrängen. Bredden vid basen är 0,89 km.
Terrängen runt Sichelchamm är huvudsakligen bergig, men norrut är den kuperad. Närmaste större samhälle är Walenstadt, 3,9 km väster om Sichelchamm. 
Omgivningarna runt Sichelchamm är en mosaik av jordbruksmark och naturlig växtlighet. Runt Sichelchamm är det tätbefolkat, med 266 invånare per kvadratkilometer.